# Фосс Марія Євгенівна
Марія Євгенівна Фосс (19 вересня 1899, Гродно, Гродненська губернія, Російська імперія — 9 вересня 1955, Москва, Московська область, СРСР) — російський й радянський вчений-археолог, музейний працівник, доктор історичних наук (1953).

## Біографія
Народилася 19  вересня 1899 року у Гродно у Білорусі. Батько - Євген Миколайович Фосс, німець за походженням, отримав юридичну освіту у Демідовському лицеї у Вороніжі й працював акцизним наглядачем зі збору податків зі спиртного. У 1908 році переїхала у Вороніж, де закінчила жіночу гімназію. У 1920—1922 роках навчалася на факультеті суспільних наук Воронізького університету, в 1921—1922 роках на археологічному відділенні у воронізькій філії Московського археологічного інституту. Працювала наукової співробітницею Воронізького губернського музею.
У 1922 році переїхала до Москви, де в 1925 році закінчила археологічне відділення МГУ. Учениця Василя Городцова. В цьому ж році влаштувалася на роботу у ДІМ, з 1944 року також в Інституті історії матеріальної культури.
У 1953 році захистила докторську дисертацію на тему «Прадавня історія Півночі Європейської частини СРСР».

## Наукова діяльність
Часто виїжджала в археологічні експедиції, розкопки й розвідки від чорноземних до північних областей РРФСР. Автор праць по неоліту цих країв, в тому числі базові по кераміці, районування та періодизації новокам'яної доби (з О. Я. Брюсовим) й бронзової доби лісової зони. Співавтор ряду експозицій й каталогів ДІМ.
Деякі роботи:
- Стоянка Кубенино // Советская археология. 1940. Вып. 5;
- Стоянка Веретье // Тр. ГИМ. 1941. Вып. 12;
- Древнейшая история Севера Европейской части СССР. М., 1952.